# Rahel Kiwic
Rahel Marianne Kiwic (* 5. Januar 1991 in Zürich) ist eine ehemalige Schweizer Fussballspielerin.

## Werdegang
Kiwic begann ihre Karriere im Alter von neun Jahren beim FC Dietikon. Im Jahre 2005 wechselte sie zum FC Zürich Frauen, wo sie zunächst in der Jugend und später in der ersten Mannschaft spielte. Mit Zürich wurde Kiwic fünfmal Schweizer Meister und zweimal Cupsiegerin. Im Juli 2014 wechselte sie zum deutschen Bundesligisten MSV Duisburg. Nach einem Ab- und sofortigen Wiederaufstieg sowie 62 Spielen für den MSV verliess Kiwic den Verein zum Ende der Saison 2016/17 und unterschrieb beim 1. FFC Turbine Potsdam einen Zweijahresvertrag bis zum 30. Juni 2019. Auf die Saison 2020/21 hin wechselte sie zurück zum FC Zürich Frauen in die Schweiz, um gleichzeitig ein Praktikum absolvieren und den Übergang von der aktiven Karriere zum Leben nach dem Spitzensport vorbereiten zu können. In der Saison 2021/22 gewann sie mit dem FCZ das Double. Im Juli 2022 bestritt sie mit dem Nationalteam die Europameisterschaft und entschied sich danach, vom Spitzensport zurückzutreten.

### Nationalmannschaften
Mit der U-20-Nationalmannschaft nahm Kiwic im Jahre 2010 an der Weltmeisterschaft in Deutschland teil. Ihr erstes Länderspiel in der A-Nationalmannschaft absolvierte sie am 4. März 2012 gegen Finnland. Kiwic nahm an der Fussball-Europameisterschaft der Frauen 2022 teil. Sie stand beim ersten Gruppenspiel gegen Portugal in der Startformation und erzielte in der 5. Minute das 2:0. Im entscheidenden dritten Spiel gegen die Niederlande kam sie nochmals zu einem Teileinsatz. Nach der Euro trat Kiwic aus dem Nationalteam zurück.

## Erfolge
- Schweizer Meister: 2009, 2010, 2012, 2013, 2014, 2022
- Schweizer Cupsiegerin: 2012, 2013, 2022